# Orliaguet
Orliaguet – miejscowość i gmina we Francji, w regionie Nowa Akwitania, w departamencie Dordogne.
Według danych na rok 1990 gminę zamieszkiwało 69 osób, a gęstość zaludnienia wynosiła 7 osób/km² (wśród 2290 gmin Akwitanii Orliaguet plasuje się na 1105. miejscu pod względem liczby ludności, natomiast pod względem powierzchni na miejscu 1069.).